# Wendy and Lucy
Wendy and Lucy (mesmo título em Portugal e Brasil), por vezes grafado como Wendy & Lucy, é um filme estadunidense de 2008, do gênero drama, escrito e dirigido por Kelly Reichardt, com roteiro baseado no conto (até então) inédito "Train Choir", de Jonathan Raymond, publicado no ano seguinte na revista LivAbility.

## Elenco
- Michelle Williams como Wendy Carroll
- Walter Dalton como agente de segurança
- Will Patton como mecânico
- Will Oldham como Icky
- John Robinson como Andy Mooney
- Larry Fessenden como homem no parque
- Deirdre O'Connell (voz) como Deb
- Lucy como ela mesma

## Recepção
No Rotten Tomatoes, o filme tem 85% de aprovação entre 183 críticos, com média de 7,4/10. O consenso do site diz "Michelle Williams dá uma atuação comovente em Wendy and Lucy, um retrato oportuno de solidão e luta". Wendy and Lucy também ganhou os prêmios de melhor filme quanto de melhor atriz (para Williams) no 12º Prêmio da Associação de Críticos de Cinema de Toronto.